# Grand Langrayen
Artamus maximus
Espèce
Statut de conservation UICN

 LC  : Préoccupation mineure
Le Grand Langrayen (Artamus maximus) est une espèce de petits passereaux de la famille des Artamidae.

## Répartition
Cet oiseau peuple les forêts humides montagneuses de Nouvelle-Guinée.